# ژاسمن آسریان
ژاسمن هوهانسی آسریان (ارمنی: Ժասմեն Հովհաննեսի Ասրյան؛  ۲۸ ژوئیهٔ ۱۹۴۹) یک بازیگر سیاستمدار و فعال اهل ارمنستان است. وی از سال میلادی تا کنون مشغول فعالیت می‌باشد.

## زندگی‌نامه
وی در ۲۸ ژوئیه ۱۹۴۹ در وانک به دنیا آمد و از انستیتو دولتی هنری و نمایشی ایروان (1972) فارغ‌التحصیل شد. وی در تئاتر کمدی موزیکال پارونیان فعالیت کرده است.